# Leichtschaumgenerator
Ein Leichtschaumgenerator (auch Leichtschaumgerät) dient der Erzeugung von Leichtschaum als Löschmittel für die Bekämpfung von Bränden durch die Feuerwehr. Das Gerät besteht aus einem Lüfter ähnlich einem Überdruckbelüfter, einem Wasserzugang und einer Lutte, mit dem man den Leichtschaum verteilen kann. Neuerdings existiert auch eine Variante, bei der nur die Luft vom Ventilator durch die Lutten gedrückt wird, erst am Ende dieser Leitung befindet sich das Gerät zur Schaumerzeugung (Sieb und Anschluss Schaummittel-Wasser-Gemisch).
Wegen der extrem hohen Verschäumungszahl von Leichtschaum lässt sich nicht mehr das bei Schwer- und Mittelschaumrohren angewandte Injektorprinzip durchführen.

## Wirkungsweise
Über einen handelsüblichen Zumischer, der im Allgemeinen mit einem Gerät verbunden ist, wird ein Wasser- /Schaummittel-Gemisch hergestellt und dann einem Düsensystem zugeführt. Die Düsen sprühen das Gemisch auf ein grobmaschiges Siebgewebe, das zwecks Vergrößerung seiner Fläche auch im Zick-Zack verspannt sein kann. Die auf das Gewebe auftreffenden Flüssigkeitströpfchen bilden aufgrund ihrer geringen Oberflächenspannung zwischen den Gewebemaschen feine Häutchen, die aber sogleich durch einen kräftigen, gegen das Gewebe gerichteten Luftstrom in Form von Schaumbläschen abgelöst werden. Der Vorgang entspricht genau dem Prinzip des bekannten, aus einem kleinen gestielten Ring bestehenden Kinderspielzeuges, mit dem sich nach Benetzen mit Seifenlösung durch Gegenpusten Seifenblasen erzeugen lassen.
Beim Leichtschaumgenerator wird der Luftstrom durch einen motorgetriebenen Ventilator erzeugt. Der Luftstrom drückt den Schaum über großdimensionierte Schläuche, sogenannte Lutten, von 700 bis 2.500 mm Ø zur Verbrauchsstelle. Das Angebot an Leichtschaumgeneratoren verschiedener Art und Größe ist im Augenblick so umfangreich, dass an dieser Stelle nur ein allgemeiner Überblick gegeben werden kann. Die angegebenen Verschäumungszahlen liegen bei 1.000, seltener bei 500 bzw. 333. Verschiedene Generatoren sind auch (mittels Zusatzgerät) von VZ 1.000 auf 500 bzw. 333 umstellbar. Die Durchflussmengen gehen von 50 über 100, 180, 200, 400, 450 bis 600 l/min und sind bei einzelnen Geräten auch variierbar. Als Antriebsaggregate für das Gebläse (Ventilator) wird häufig ein Elektromotor, ein Ottomotor, ein Dieselmotor und in seltenen Fällen auch ein Wassermotor verwendet. Leichtschaumgeneratoren werden als tragbare, als Karren fahrbare, auf Anhängern montiert oder ortsfest installierte Geräte geliefert.